# Haeju
Haeju ist eine Stadt in Nordkorea mit 222.396 Einwohnern, Kulturzentrum mit Universität, Theater und Museen. Haeju ist Hauptstadt der Provinz Hwanghae-namdo.

## Geografie
Die Stadt liegt an der Westküste von Nordkorea, 140 Kilometer südlich von Pjöngjang. Die geografischen Koordinaten sind 38,04 Grad nördlicher Breite und 125,71 Grad östlicher Länge.

## Geschichte
Zwischen 1910 und 1945 gehörte Korea und damit auch diese Stadt zum Japanischen Kaiserreich. Da Japanisch damals Nationalsprache war, wurde der Stadtname 海州 japanisch Kaishū gelesen.
1938 bekam Kaishū offiziell den Stadtstatus verliehen.
Haeju erlitt während des Koreakriegs (1950 bis 1953) schwere Zerstörungen. Nach dem Krieg entwickelte sich die Stadt zu einem Zentrum der Industrie und Verkehrsknoten der Region.

## Kultur und Sehenswürdigkeiten
Siebeneinhalb Kilometer vor der Stadt liegt der Berg Suyang, der in erster Linie wegen der dortigen Wasserfälle einen Besuch wert ist. Das Wasser von Suyang fließt über 128 Meter hohe und zwölf Meter breite Klippen in die Tiefe in einen malerischen kleinen See.
Am Berg selbst ist eine alte Befestigungsanlage aus der Zeit der Goryeo-Dynastie zu besichtigen. In Haeju befindet sich ein altes steinernes Kühlhaus, ebenfalls aus der Zeit der Koryo-Dynastie, und eine fünfstöckige Pagode.
Neun Kilometer südwestlich von Haeju an der Küste kann man vom Hafen aus als Besucher bei Verfügbarkeit mit dem Boot zu zwei Felseninseln übersetzen, den Hyongje-Inseln (Bruderinseln). Deren Spezialität ist, dass sie bei Ebbe eine Reihe von warmen Tümpeln sowie einen Streifen sandigen Strandes hinterlassen, wo gebadet werden kann.
Ebenfalls mit Wasser zu tun hat die Insel Sokdamgugok auf dem Sogdam-Fluss zwölf Kilometer nördlich von Haeju. Diese sehenswerte Insel verfügt über verschieden vom Wasser geformte Felsen und ausgeschwämmte Täler. Wegen der erholsamen Umgebung wurde auf Sogdamgugok in der Joseon-Dynastie eine Lesehalle und ein Lehrhaus in einem schönen Naturgarten eingerichtet, die heute noch zu besichtigen sind.

## Wirtschaft und Infrastruktur

### Wirtschaft
In der Stadt haben sich vor allem Betriebe der Zement- und chemischen Industrie angesiedelt.

### Verkehr
Haeju ist ein wichtiger Verkehrsknotenpunkt (Straße, Eisenbahn, Flughafen und Hafen). Vom Flughafen starten vor allem Inlandsflüge, z. B. zum Flughafen Ch’ŏngjin.

## Söhne und Töchter der Stadt
- Jong Song-ok (* 1974), Marathonläuferin
- Rhee Syng-man (1875–1965), erster Staatspräsident von Südkorea

## Klimatabelle
|                       | Jan  | Feb  | Mär  | Apr  | Mai  | Jun  | Jul  | Aug  | Sep  | Okt  | Nov  | Dez  |   |      |
| Mittl. Tagesmax. (°C) | −0,4 | 1,8  | 7,8  | 15,3 | 20,5 | 24,8 | 27,7 | 28,8 | 24,8 | 18,7 | 11,2 | 2,2  | ⌀ | 15,3 |
| Mittl. Tagesmin. (°C) | −8,7 | −6,8 | −1,0 | 5,6  | 11,0 | 16,1 | 21,2 | 21,8 | 16,1 | 8,9  | 2,3  | −5,6 | ⌀ | 6,8  |
|                       |      |      |      |      |      |      |      |      |      |      |      |      |   |      |
| Niederschlag (mm)     | 16   | 15   | 33   | 67   | 81   | 120  | 345  | 260  | 113  | 38   | 36   | 24   | Σ | 1148 |
|                       |      |      |      |      |      |      |      |      |      |      |      |      |   |      |
| Sonnenstunden (h/d)   | 6,7  | 7,5  | 7,3  | 8,3  | 8,4  | 7,7  | 6,1  | 7,0  | 7,8  | 8,0  | 6,5  | 5,7  | ⌀ | 7,2  |
|                       |      |      |      |      |      |      |      |      |      |      |      |      |   |      |
| Luftfeuchtigkeit (%)  | 67   | 64   | 63   | 64   | 68   | 76   | 85   | 79   | 71   | 66   | 68   | 70   | ⌀ | 70,1 |

| −8,7 |

| −6,8 |

| −1,0 |

| 5,6 |

| 11,0 |

| 16,1 |

| 21,2 |

| 21,8 |

| 16,1 |

| 8,9 |

| 2,3 |

| −5,6 |

| −8,7 |

| −6,8 |

| −1,0 |

| 5,6 |

| 11,0 |

| 16,1 |

| 21,2 |

| 21,8 |

| 16,1 |

| 8,9 |

| 2,3 |

| −5,6 |